# Bjarne Eltang
Bjarne Eltang (* 27. Juli 1960 in Odense; † 17. Januar 2023) war ein dänischer Ruderer. Im Leichtgewichts-Einer war er Weltmeister 1983 und 1984.

## Sportliche Karriere
Der 1,82 m große Bjarne Eltang belegte bei den Weltmeisterschaften 1979 in der Erwachsenenklasse den elften Platz mit dem dänischen Vierer ohne Steuermann. Zwei Jahre später gewann er bei den Weltmeisterschaften 1981 in München zusammen mit Leif Kruse die Bronzemedaille im Leichtgewichts-Doppelzweier. 1982 trat Eltang mit dem dänischen Achter beim Vorläuferwettbewerb der U23-Weltmeisterschaften an und gewann den Titel. Bei den Weltmeisterschaften 1983 in Duisburg trat er erstmals im Leichtgewichts-Einer an und gewann den Titel vor dem Briten John Melvin, im Jahr darauf verteidigte er den Titel bei den Weltmeisterschaften in Montreal vor Paul Fuchs aus den Vereinigten Staaten.
1985 ruderte er wieder zusammen mit Leif Kruse im Leichtgewichts-Doppelzweier und belegte den vierten Platz bei den Weltmeisterschaften in Hazewinkel. 1986 in Nottingham trat er im Leichtgewichts-Einer an und gewann Silber hinter dem Australier Peter Antonie. Bei den Weltmeisterschaften 1987 in Kopenhagen erreichte er als Vierter im Leichtgewichts-Einer zwei Sekunden nach dem drittplatzierten Italiener Ruggero Verroca das Ziel.
1988 wechselte Eltang in den (Schwergewichts-)Doppelzweier und nahm zusammen mit Per Rasmussen an den Olympischen Spielen 1988 in Seoul teil. Die beiden gewannen ihren Vorlauf vor dem Boot aus der DDR, im Halbfinale wurden sie Dritte hinter den Booten aus der Sowjetunion und aus der Bundesrepublik Deutschland. Im Finale belegten die Dänen den sechsten Platz mit fast sechs Sekunden Rückstand auf die niederländischen Olympiasieger.